# Genevieve Taggard
Genevieve Irene Taggard, née le 28 novembre 1894 à Waitsburg et morte le 8 novembre 1948 à New York, est une poétesse américaine et biographe de Emily Dickinson.

## Biographie
Genevieve Taggard naît à Waitsburg, dans le comté de Walla Walla, dans l'État de Washington, fille de James Nelson Taggard et Alta Gail Taggard née Arnold, tous deux enseignants. Ses parents sont des membres actifs de l'Église chrétienne des Disciples du Christ, et partent à Honolulu quand elle a deux ans où ils deviennent des missionnaires et fondent une école. Ces années à Hawaii sont heureuses, avec des compagnons de jeu farouches et polyglottes, ce qui contrastent avec la tristesse des brefs retours à Waitsburg en 1905-1906 et 1910-1912. Elle va à la Punahou School (en) et elle commence à écrire de la poésie à l'âge de 13 ans.
En 1914, sa famille quitte Hawaii, et Taggard commence des études à l'université de Californie à Berkeley. Elle y devient un membre actif de la communauté politique et littéraire socialiste. Elle obtient son diplôme en 1919 et s'installe à New York en 1920.
À New York, elle travaille pour l'éditeur B. W. Huebsch (en) et, en 1921, elle cofonde le journal The Measure avec son ami Maxwell Anderson. Le 21 mars de la même année, elle se marie avec le poète et romancier Robert Leopold Wolf avec qui elle a une fille le 13 décembre 1921, Mary Alta « Marcia ». Ses premières années de mariage sont célébrées dans son recueil For Eager Lovers. Après avoir vécu à New Work durant la majeure partie des années 1920, elle part enseigner au Mount Holyoke College dans le Massachusetts de 1929 to 1930.
En 1931, elle obtient une bourse Guggenheim après avoir écrit une biographie de Emily Dickinson. Cette bourse lui permet de vivre à Majorque et Capri. En 1932, elle accepte un poste de professeur au Bennington College. En 1934, Genieve Taggard divorce de Robert Wolf peu après l'admission de ce dernier en institution pour problèmes mentaux et prend un poste au Sarah Lawrence College où elle reste jusqu'en 1947. Elle se remarie le 10 mars 1935 avec Kenneth Durant (en), un agent américain pour la Tass, l'agence de presse soviétique.
Ses archives sont déposées à la Bibliothèque de New York et à la bibliothèque du Dartmouth College.

## Liste des œuvres

### Poésie
- (en) For Eager Lovers, New York, Thomas Seltzer, 1922 (lire en ligne).
- (en) Hawaiian hilltop, San Francisco, Wyckoff & Gelber, 1923, 15 p.
- (en) May Days : An Anthology of Verse from Masses-Liberator, New York, Boni & Liveright, 1925, 306 p.
- (en) Words for the Chisel, New York, Alfred A. Knopf, 1926, 86 p.
- (en) Monologue for Mothers (aside), New York, Random House, coll. « The Poetry Quartos », 1929, 4 p.
- (en) Travelling Standing Still : Poems 1918 - 1928, New York, Alfred A. Knopf, 1928, 56 p.
- (en) Not Mine to Finish : Poems 1928–1934, New York, Harper & Brothers, 1934, 98 p.
- (en) Calling Western Union, New York, Harper & Brothers, 1936, 74 p.
- (en) Collected Poems : 1918-1938, New York, Harper & Brothers, 1938, 164 p.
- (en) Long View, New York, Harper & Brothers, 1942, 113 p.
- (en) Falcon : Poems on Soviet themes, 1942, 18 p.
- (en) A Part of Vermont, East Jamaica, River Press, 1945, 23 p.
- (en) Slow Music, New York, Harper & Brothers, 1946.
- (en) Origin : Hawaii, Honolulu, Donald Angus, 1947, 61 p.

### Biographie
- (en) The Life and Mind of Emily Dickinson, A.A. Knopf, 1930.